# صمغ‌آباد
صمغ‌آباد روستایی از توابع بخش مرکزی شهرستان آبیک در استان قزوین ایران است.
این روستادر مسیر جاده طالقان قرار دارد فاصله آن تا تهران ۱۱۰ کیلومتر ارتفاع از سطح دریا حدود ۱۸۰۰ متر آب هوای معتدل کوهستانی و در جنوب رشته کوه‌های البرز قرار گرفته است. فاصله روستا تا زیاران ۸ کیلومتر و تا طالقان ۲۵ کیلومتر می‌باشد. وسعت کل روستا بیش از ۲۶۰۰ هکتار می‌باشد که عمده اراضی تحت پوشش منابع طبیعی قرار گرفته حدود ۶۰۰هکتار بافت مسکونی می‌باشد. و حدود ۷۰۰ هکتار اراضی و باغات بقیه جزء منابع طبیعی می‌باشد.

## تاریخچه
در گذشته اولین روستای ماشین رو در طالقان بوده. 
براساس سرشماری سال ۱۳۹۵جمعیت آن ۵۷نفر (۲۹خانوار) بوده است.

## زبان
مردم این روستا تات هستند و زبان مردم این روستا تاتی می‌باشد.

## مناطق زیارتی
از مناطق دیدنی این روستا می‌توان از قدمگاه نام برد که در سال ۱۳۷۷برای رفاه حال زائران مورد بازسازی قرار گرفت روبه روی این زیارتگاه یک چشمه آب روان است. چشمه آب کهریزگل و مسیر آن از زیباترین مناطق دیدنی این روستا است.